# ドクター・キリコ事件
ドクター・キリコ事件（ドクター・キリコじけん）とは、1998年（平成10年）12月12日に東京都杉並区で起きた、自殺志願者に青酸カリが送付されて発生した自殺幇助事件である。

## 事件の経緯
1998年（平成10年）12月12日午後1時頃、被害者の女性（当時24歳）宅に青酸カリのカプセルが配達され、それを服用した女性が死亡した。
通報を受けた警察が送り主を調べたところ、架空の住所からであった。また配達伝票には携帯電話の番号があり、電話したところ男性が出て、「女性が死んだら自分も死ぬ」と答えた（その時点では被害者の女性はまだ危篤状態であった）。12月15日に女性が死亡。また、男性も青酸カリを飲んで自殺した。
男性は、「青酸カリの保管委託」という名目で被害者の女性を含む数人に青酸カリを送付。保管委託契約が終了する5年後には青酸カリを男性に返却するという契約であった。自殺の幇助のためではなく、自殺を思いとどまらせるお守りとして送付していたとされる。被害者の女性は送付された青酸カリを服用して自殺を試み、死に至った。
翌1999年（平成11年）2月12日、警視庁高井戸警察署は男性を自殺幇助の疑いで被疑者死亡のまま書類送検した。
送り主の男性は北海道在住で、東京都に住む主婦の女性（当時29歳）が運営していた「安楽死」を取り扱ったウェブサイトに設置された掲示板に「専属医」として招かれ、「ドクター・キリコ」というハンドルネームで参加していた。男性自身、薬学関係に詳しく、掲示板へ書き込みにくる「自殺志願者」に対して、「診察」として相談を受けていた。
被害者となった女性は、ウェブサイト開設者の知人の知人であり、青酸カリを送付した男性をインターネット経由ではなく、電話での口コミによって紹介を受けた。

## ドクター・キリコ
青酸カリを送付した男性が用いていたハンドルネームである「ドクター・キリコ」は、週刊少年チャンピオン（秋田書店）に連載されていた手塚治虫の漫画『ブラック・ジャック』に登場するキャラクターで、安楽死を行う医師の名前である。キリコは安楽死を対価をとって請け負うが、それはあくまでも「生きる意思がなく、医学的にも手の施しようのない重症患者への最終処置」として行っているのであり、本来は「治せる患者は治す」のが基本方針で、安易な自殺や命を粗末にすることには否定的な人物として描かれている。

## マスコミによる報道
マスコミは、インターネット経由で知り合った男性から青酸カリを購入、服用して死亡した事件であると大きく報道したが、上記のように事実とは異なる（誤報）。
また、匿名掲示板で相談を受けていた「あや」という女性とのやりとりから、当時「キリコとあやの心中劇」として報道したマスコミも存在したが、「あや」はこの事件で死亡した女性ではない。この錯誤は、日コン連代表山本隆雄の誘導によるものである。